# Пашала
Пашала (также Пашаль; укр. Пашала, крымскотат. Paşala, Пашала) — балка (маловодная река) на юго-восточном берегу Крыма. Длина водотока 5,2 км, площадь водосборного бассейна — 6,0 км². Согласно справочнику «Поверхностные водные объекты Крыма» и книге «Реки и Озера Крыма» — правая составляющая балки Канака, но все доступные топокарты позволяют предположить, что Пашала является левой составляющей. Впадает в Канаку в 2,6 километра от устья. Водный режим балки характеризуется периодическим стоком, вызванным дождями и снеготаянием, иногда наблюдаются кратковременные ливневые паводки, возможны селевые паводки.